# صاروخ AV-TM 300
AVTM-300 أو(MTC-300) من شركة Avibras هو صاروخ كروز برازيلي متقدم . طور لنظام Astros II الملقب بـ القاتل. الصاروخ مزود بجهاز كمبيوتر مركزي يجمع بين جيروسكوب رينغ الليزري متصل بجهاز GPS نشط يوفر للصاروخ معلومات تحديد الموقع دون انقطاع لتصحيح المسار. يمكن أن يستخدم الصاروخ رأسًا حربيًا واحدًا يتراوح وزنه بين 200 و 500 كجم من الرؤوس الحربية شديدة الانفجار او ذخائر عنقودية مع 64 ذخيرة فرعية .

## التطوير
بدأ المشروع لأول مرة في عام 1999، و خضع الصاروخ لعدة تعديلات بما في ذلك إزالة الأجنحة وتم تسليم الصاروخ للقوات المسلحة البرازيلية في عام 2016.

## المحرك
يستخدم الصاروخ محرك Turbomachine TJ1000 نفاث طورته شركة Turbomachine وتستخدمة Avibras بموجب اتفاقية ترخيص تصنيع.

## المشغلون
البرازيل